# Dicranomyia (Dicranomyia) tenebrosa
Dicranomyia (Dicranomyia) tenebrosa is een tweevleugelige uit de familie steltmuggen (Limoniidae). De soort komt voor in het Australaziatisch gebied.